# Bunaea densilineata
Bunaea densilineata är en fjärilsart som beskrevs av Charles Oberthür 1916. Bunaea densilineata ingår i släktet Bunaea och familjen påfågelsspinnare. Inga underarter finns listade i Catalogue of Life.